# Toftlund Sogn
Toftlund Sogn ist eine dänische Kirchspielgemeinde (dän.: Sogn) in Nordschleswig. Bis 1970 gehörte sie zur Harde Nørre Rangstrup Herred im damaligen Haderslev Amt, danach zur Nørre-Rangstrup Kommune im damaligen Sønderjyllands Amt, die im Zuge der Kommunalreform zum 1. Januar 2007 in der „neuen“  Tønder Kommune in der Region Syddanmark aufgegangen ist.
Die Gemeinde hatte am 1. Januar 2023 3719 Einwohner, davon 3276 im Kirchdorf.

## Persönlichkeiten
- Jens Raben (1880–1960), dänischer Prähistoriker und Museumsdirektor
- Hinrich Kruse (1916–1994), deutscher Schriftsteller, Hörspielautor, Herausgeber und Sammler niederdeutscher Volksgeschichten